# Polonaise (Garnitur)
Polonaise ist eine aus der polnischen Küche stammende Garnitur, die zu Gemüsen wie z. B. Blumenkohl, Rosenkohl und Spargel oder zu Fisch serviert wird.
Zur Zubereitung wird frisch geriebenes Paniermehl in reichlich zerlassener Butter gebräunt und mit hartgekochtem, gehacktem Ei sowie gehackter Petersilie vermischt. Verbreitet ist auch eine einfachere Variante, die nur aus in Butter gebräuntem Paniermehl besteht (Beurre polonaise).
Zu unterscheiden ist die Polonaise von der klassischen Garnitur à la polonaise (polnische Art) zu Geflügel und den polnischen Saucen.